# Ernst Gotthardt
Ernst Gotthardt (* 1908 in Kassel, Deutsches Reich; † Oktober 1976) war ein deutscher Geodät, Photogrammeter und Universitätsprofessor.

## Leben
Ernst Gotthardt wollte nach dem bestandenen Abitur wie sein Vater Studienrat werden. Nach der absolvierten Lehramtsprüfung für Höhere Schulen fand er jedoch aufgrund der herrschenden großen Arbeitslosigkeit 1931/33 keine Anstellung. Sein Vater brachte ihn daraufhin zum Beruf des Landvermessers, den er an der Technischen Hochschule Berlin-Charlottenburg studierte. Dort erhielt er 1937 sein Diplom, promovierte bereits im Folgejahr und habilitierte sich 1940. Danach war er als Assistent an der Universität Bonn tätig, bis er 1948 an die Universität Stuttgart gerufen wurde, wo er zunächst außerordentlicher Professor und später Ordinarius für Geodäsie und Photogrammetrie wurde. Im Jahr 1965 folgte schließlich der Ruf an die Technische Universität München an den Lehrstuhl für Photogrammetrie und Kartographie. Seine Emeritierung erfolgte am 31. März 1976. Sein Nachfolger wurde Heinrich Ebner.
Gotthardt verstarb nur ein halbes Jahr nach seiner Emeritierung.

## Forschungsgebiete
Gotthardt hatte zwei Hauptforschungsgebiete:
- Die Bildorientierung bis hin zu Streifen- und Blockausgleichungen einschließlich der Genauigkeitsanalysen
- Die Fehlertheorie und Ausgleichungsrechnung, insbesondere die Fehlertheorie der Aerotriangulation und die analytische Photogrammetrie